# America's Most Smartest Model
America's Most Smartest Model è un reality show americano del canale VH1, condotto da Mary Alice Stephenson e Ben Stein. Lo scopo del programma è di trovare una persona che, oltre a essere bella esteticamente, sia anche intelligente. La ricerca avviene tramite una serie di sfide, che prevedono come premio finale centomila dollari, un contratto per apparire in una campagna pubblicitaria e il titolo di America's Most Smartest Model.

## Concorrenti
| Modello                         | Provenienza                | Età | Eliminazione |
| ------------------------------- | -------------------------- | --- | ------------ |
| VJ Logan                        | Grass Valley, California   | 22  | Vincitore    |
| Andre Birleanu                  | Mosca, Russia              | 25  | Episodio 11  |
| Angela Hart                     | San Francisco, California  | 25  | Episodio 10  |
| Brett Novek                     | Fort Lauderdale, Florida   | 23  | Episodio 9   |
| Rachael Murphy (Aussie Rachael) | Sydney, Australia          | 25  | Episodio 9   |
| Jeff Pickel                     | Chicago, Illinois          | 25  | Episodio 8   |
| Daniel Schuman                  | Saddle Brook, New Jersey   | 24  | Episodio 7   |
| Rachel Myers (Blonde Rachel)    | Palm Springs, California   | 27  | Episodio 6   |
| Lisa Byrnes                     | Scottsdale, Arizona        | 27  | Episodio 5   |
| Jesse Lewis                     | Sacramento, California     | 26  | Episodio 4   |
| Mandy Lynn                      | Long Island, New York      | 27  | Episodio 3   |
| Erika Medina                    | Anaheim, California        | 22  | Episodio 2   |
| Victoria Fisher                 | Corona Del Mar, California | 22  | Episodio 1   |
| Gaston Willig                   | Argentina                  | 27  | Episodio 1   |
| Slavco Tuskaloski               | New York City / Macedonia  | 26  | Episodio 1   |
| Jamie Everett                   | Houston, Texas             | 26  | Episodio 1   |

## Episodi
- Balls, Cherries, Balloons, Tires
- Governor Of Presidents
- Balm and Gilad
- Night of The Hairy Grizilla Monster
- That's Not How I Like My Pork!
- Are You Ready to Rhombus?
- Many Happy Returns?
- Let's Play, Hide The Pickel
- I See Dead People...
- Never Trust a Rottweiler
- Finale